# Pseudoangonyx
Pseudoangonyx is een geslacht van vlinders uit de onderfamilie Macroglossinae van de familie pijlstaarten (Sphingidae).

## Soorten
- Pseudoangonyx excellens (Rothschild, 1911)
  - = Panacra excellens Rothschild, 1911